# ネオ・ファシズム
ネオ・ファシズム（英語: Neo-fascism）は、ファシズムの多大な要素を含む第二次世界大戦後のイデオロギーのこと。またネオ・ファシストは、ベニート・ムッソリーニや、イタリアのファシスト、またはその他のファシストの指導者や国家への敬愛を表明する人物や集団への呼称である。

## 概要
ネオ・ファシズムは通常、極右思想、ナショナリズム、反グローバリズム、反移民、人種差別主義、排外主義、反共主義、反民主主義、白人至上主義、ナチズムなどの主張を含む。しかし具体的にどのグループや、思想の範囲をネオ・ファシストと呼ぶかは、受け止める側の個人や集団によって異なるケースもあり、議論の的となっている。
第二次世界大戦後のいくつかの政権は、その権威主義的な性格や、しばしばファシスト的な思想や儀式などの外見によって、ネオ・ファシストと呼ばれてきている。第二次世界大戦前のファシズムよりも、ネオ・ファシストの運動はより明確に右翼であり、急進主義的右翼と関連するようになった

## 例

### アルゼンチン
アルゼンチンで1946年から1955年、および1973年から1974年に大統領となったフアン・ペロンは、ムッソリーニを尊敬し、コーポラティズムの要素に影響された彼自身の統治を構築したが、より多くの見解ではポピュリズムと考えられている。

### ボリビア
ボリビアのボリビア社会ファランヘ党(en)は1937年に創立され、20世紀半ばのボリビアの政治で重要な役割を演じた。1980年に大統領となった Luis García Meza Tejada (en)の政権は、イタリアのネオ・ファシストの Stefano Delle Chiaie (en)や、ナチスの戦争犯罪人のクラウス・バルビーや、ブエノスアイレスの軍事政権の援助も受けて、「コカイン会社」とも呼ばれた。この政権はネオ・ファシストの傾向や、ナチスの取り巻きへの敬愛などで批判されてきた。

### ドイツ
ドイツでは、戦後に西ドイツで結党された社会主義帝国党やドイツ国民民主党が、ネオファシズム政党と見られている。

### ギリシャ
ギリシャの政治におけるファシズムは、ギリシャ国家社会主義党があるが、大衆の支持は限定的である。1950年代から1960年代の間、ギリシャのネオ・ファシストは過激な分派によって構成され、その1つが政治家のグリゴリス・ランブラキスを1963年に暗殺した。1967年に政権を奪取したギリシャ軍事政権は、1936年から1941年のイオアニス・メタクサスの統治の影響を受けたが、しかしその政権はファシストの性質ではなく、軍を基礎とした反共主義、超国家主義、権威主義であった。民主政権が復活した後の1974年に、前の軍事政権の指導者のゲオルギオス・パパドプロスは、政党を支持する National Political Union を設立して率いたが、ネオ・ファシズムではなく、権威主義でギリシャ正教の "Ellas ton Ellinon Christianon" の概念であった。ギリシャのネオ・ファシストは非常に少ないが、少数政党の周辺に存在し続けており、非常にまれには議会の議席を獲得する事もある。

### グアテマラ
グアテマラの1953年から1980年代は、ファシストと自己定義する Mario Sandoval Alarcón (en)が指導する国家自由運動(en)が、アメリカ合衆国に支援されたクーデターにより民主的な Jacobo Árbenz Guzmán (en)政府を崩壊させた。

### イラン
イラン国家社会主義労働者集団（Hezb-e Sosialist-e Melli-ye Kargaran-e Iran、英語: the Iran National-Socialist Workers group、略称：SUMKA、(en)）はイランのネオナチ集団の1つで、現在も存在しているオリジナルの直接の後継者であると主張している。しかしインターネット経由で見る限り、勢力拡大は困難とみられる。彼らは現在、オリジナルの党と同様に、反イスラムとアーリア人の自己同一性の政策を保持し、ユダヤ人とアラブを彼らの2つの主要な敵と主張している。SUMKA は、同様に少数派のイラン国家社会主義党(Iranian National Socialist Party)やアーリア人同盟には関連しておらず、SUMKAはいかなる形態の共産主義にも反対している。

### イタリア
戦後、ムッソリーニやイタリア社会共和国に参加した者によってイタリア社会運動（MSI）が結成され、イタリア議会に最右派としてそれなりの勢力をもち、キリスト教民主主義と連携して与党入りすることさえあった。1970年12月イタリア社会共和国にも参加したユニオ・ヴァレリオ・ボルゲーゼは Stefano Delle Chiaie と供に、ネオ・ファシストの政権樹立を支持するクーデター計画である Golpe Borghese (en)を試みた。ネオ・ファシストの集団は、1969年の Vincenzo Vinciguerra (en)によるフォンターナ広場爆破事件に始まり、武装革命中核による1980年のボローニャ駅爆破テロ事件で終了したと通常考えられている、色々な偽旗作戦のテロ攻撃を採用した。
1990年代からジャンフランコ・フィーニがイタリア社会運動を穏健保守色を強めた国民同盟に改組し、ムッソリーニやファシズムの過去と距離を置き、さらにはユダヤ人グループとの関係改善をも図った。これら穏健化の動きに不満を持ったアレッサンドラ・ムッソリーニ（ベニート・ムッソリーニの孫娘）らは社会行動を、ほかの者は社会運動・三色の炎を結成するなどして、ネオ・ファシズムの活動を続けている。

### レバノン
レバノンでは1982年から1988年の間、キリスト教右派のカターイブ党が、自身の私兵を背景にスペインのファランヘ党の影響を受け、国の中で名目上は力を持ったが、3分の2はイスラエルとシリアの軍に支配されていた非常に分派化された国の中では、限定的な権威しか持たなかった。

### ロシア
ソ連崩壊後、ロシアのネオファシズムは、当初ロシア自由民主党（エル・デー・ペーエルに改名）がその中心だった。だが、プーチンによるチェチェン・ロシア紛争、ジョージア侵攻、クリミア侵攻、シリア戦争などによって、ネオファシズム、民族主義、ネオナチ、極右、白人至上主義の集団が増加していった。ネオファシズムの集団としては、ロシア帝国運動、スパルタ大隊、ルシッチ、ソマリア大隊、エル・デー・ペーエル、ワグネル・グループなどがいる。

### ウクライナ
2016年に設立された、ウクライナの白人至上主義・ネオナチ極右政党ナショナル・コーは、2018年時点での党員数は1万人から1万5000人となっている。党の中心的な支持基盤は、ウクライナ国家親衛隊の傘下にあるアゾフ大隊の古参兵と、アゾフ大隊に所属する民間の非政府組織であるアゾフ市民軍団のメンバーである。2018年、国家主義的なヘイトグループであるとアメリカ合衆国国務省によって認定された。また、ウクライナのネオナチ・ナショナリズム組織S14（C14）は、青年スポーツ省から資金供与され「愛国教育プロジェクト」を主催しており、そのなかで子供たちの教育訓練キャンプを行っている。アゾフとともに退役軍人省が主催する審議会のメンバーでもある。このC14は米国務省からテロ組織と指定されている極右組織であり、警察と協力してキエフの自警組織も構成している。なお、このグループの名称の「14」というのはネオナチや白人至上主義者の有名な暗語である。彼らは数々の治安犯罪を犯してきたが、国や地方行政と癒着し、公然と活動してきた。2018年、ナショナル・コーと並び、国家主義的なヘイトグループであるとアメリカ合衆国国務省によって認定された。C14をネオナチと呼んで批判したジャーナリストは訴えられ、2019年8月の判決により有罪となっている。英国ベリングキャットはこれについて「ウクライナの裁判所がネオナチをネオナチと呼ぶことを禁じた」と報じ、司法とネオナチグループとの癒着が強く疑われている。

### スペイン
スペインでは、戦前のスペイン内戦に勝利したフランシスコ・フランコのファランヘ党が、戦後も長期独裁体制を続けた。

### アメリカ合衆国
アメリカ合衆国・United Statesでネオ・ファシストとされる集団の多くは、National Alliance (en)やアメリカ・ナチ党などのネオナチ組織を含んでいる。第二次世界大戦後のアメリカ合衆国に、マッカーシズムなどを含めてファシズムの要素が存在したか、あるいはしなかったかは、現在でも大きな議論となっている。

### 国際組織
1951年に、汎ヨーロッパ・ナショナリズム(en:Pan-European nationalism)の推進を目的に、ネオ・ファシストのヨーロッパ規模の連合である新ヨーロッパ秩序 (en、NEO)が設立された。より急進主義的な分派集団にはヨーロッパ社会運動(en)、ESM)も存在した。NEOの起源は、1951年のマルメ会議で人種差別や反共の表現が不十分であるとしてESMへの参加を拒否した、René Binet (en)や Maurice Bardèche (en)に率いられた反逆者集団だった。結果的に Binet は、共産主義者と非白人への開戦を誓う第2集団を立ち上げるために、同年にチューリッヒで開催された Gaston-Armand Amaudruz (en)の第2回会合に参加した。
複数の冷戦時の政権と国際的なネオ・ファシスト運動は、暗殺や偽旗作戦の爆破事件などの作戦を協業した。イタリアの緊張を高める戦略を行った Stefano Delle Chiaie (en)は、チリの暗殺や殺害作戦であるコンドル作戦 (en)に参加し、1976年にキリスト民主党の Bernardo Leighton (en)の暗殺を組織した 。SISMIの援助でフランシスコ・フランコ統治下のスペインに逃亡した Vincenzo Vinciguerra (en)は、1972年の Peteano 攻撃に従事して終身刑を宣告された。